# Адамс (кратер)
Кратер Адамс је ударни метеорски кратер на површини планете Венере. Налази се на координатама 56,2° јужно и 98,9° источно (планетоцентрични координатни систем +Е 0—360) и има пречник од 87 км.
Кратер је име добио у част америчке пацифисткиње и добитнице Нобелове награде за мир 1931. Џејн Адамс, а име кратера је 1994. усвојила Међународна астрономска унија.